# ピーター・グレーアム
ピーター・グレーアム（Peter Graham, 1958年 - ）は、スコットランド出身の、イギリスの作曲家。吹奏楽やブラスバンドなどのための作曲活動で知られる。

## 人物・来歴
1958年、救世軍バンドマスターの父と、ピアニストの母の間に生まれる。幼少期から救世軍に参加してコルネットを学ぶ。エディンバラ大学で作曲を専攻、ロンドン大学でエドワード・グレグソンに師事し、卒業してからは救世軍でMusic Editorとして活躍。現在では作曲家として広く活動するほか、サルフォード大学でも教鞭を執っている。2002年、『ハリソンの夢』でオストウォルド賞を受賞した。
名前の読みは、日本語では「グラハム」とされる場合があるが、そもそも英米人名としては一般に「グレーアム」もしくは「グレイアム」が本来の発音に近い表記であり、実際に日本の吹奏楽関係者にグレーアム本人が語ったところによると、そのように表記できるとのことである。
2008年6月1日、自身2回目の来日時に、全日本学生吹奏楽連盟主催の大学バンドフェアで自作を指揮しており、これが日本での指揮者デビューとなった。

## 主要作品
吹奏楽編成の作品は、まず金管バンド編成のために書かれ、それから編曲されることが多い。
後に+が付されている作品は金管バンド編成、
後に*が付されている作品は吹奏楽編成の作品である。
- The Ambassadors +
- ザ・エッセンス・オブ・タイム(The Essence of Time) +
- ケルト人の叫び(Cry of the Celts) - Ronan Hardiman作曲 +*
- コサックの叫び(Call of the Cossacks) +*
- モンタージュ(Montage) +*
- Blazon +
- 日の出(Hinode) +
- プリズム(Prisms) +
- 光のように輝け(Shine as the Light) +*
- 最後の祈り(The Last Amen) +
- ハリソンの夢(Harrison's Dream) +*

イギリスの時計職人、ジョン・ハリソンをモチーフにした曲。演奏難易度の高い楽曲として知られる。
- 彼の輝き星(The Shining Star) +
- 世界への窓(Windows of the World) +*
- ドラゴンの日(Day of the Dragon) +*
- ディメンション(Dimensions) +
- ゲールフォース(Gaelforce) +*
- 地底旅行(Journey to the Centre of the Earth) +*
- ルネッサンス(Renaissance) +
- 飛竜の召喚(Summon the Dragon) +*
- ザ・レッド・マシーン(The Red Machine) *+
- キャッツ・テイルズ(Cats Tales) +*
- 巨人の肩に乗って(On the Shoulders of Giants) +*
- 彼の炬火を持つ者(The Torchbearer) +

エリック・ボールに敬意を表す為に書かれた作品。